# Квінз
Квінз (англ. Queens) — боро в місті Нью-Йорк — округ штату Нью-Йорк, США — другий за населеністю серед боро міста (у 2010 р. тут мешкало 2 230 722 особи; Бруклін мав у 2010 р. 2 504 700 осіб). Квінз має найбільшу площу в місті та розміщує обидва головні летовища — Ла-Гуардія та міжнародний аеропорт імені Джона Кеннеді.
Квінз має найбільш етнічно різноманітне населення в США. Згідно з Оглядом Американського Суспільства 2005 року емігранти становили 47.6 % населення Квінзу.

## Історія
Квінз був заснований 1683 року й названий на честь королеви Катерини Браганси, дружини англійського короля Карла II.

## Демографія
За даними перепису 2000 року загальне населення округу становило 2229379 осіб, усе міське. Серед мешканців округу чоловіків було 1073568, а жінок — 1155811. В окрузі було 782664 домогосподарства, 537991 родина, які мешкали в 817250 будинках. Середній розмір родини становив 3,39.
Віковий розподіл населення поданий у таблиці:
| Стать    | До 15 років | 15-21  | 22-29  | 30-39  | 40-49  | 50-65  | 65-85  | Понад 85 |
| -------- | ----------- | ------ | ------ | ------ | ------ | ------ | ------ | -------- |
| Чоловіки | 217967      | 101161 | 142604 | 190021 | 159075 | 152602 | 99509  | 10629    |
| Жінки    | 208738      | 95202  | 142235 | 189233 | 166942 | 180557 | 147569 | 25335    |

## Персоналії
- Етель Мерман (1908—1984) — американська акторка і співачка;
- Альберт Брокколі (1909—1996) — американський кінопродюсер;
- Джон Франкенгаймер (1930—2002) — американський режисер;
- Мартін Скорсезе (* 1942) — американський кінорежисер, сценарист, продюсер;
- Барбара Бах (* 1947) — американська та італійська акторка;
- Квітка Цісик (1953 — 1998) — американська співачка українського походження;
- Деббі Вассерман Шульц (* 1966) — американський політик;
- LL Cool J (* 1968) — виконавець, автор пісень, продюсер і актор.